# Micha Brendel
Micha Brendel (* 22. September 1959 in Weida, DDR) ist ein deutscher Künstler. Er arbeitet mit den Medien Fotografie, Malerei, Performance, Installation, Objekt und Text.

## Biografie
Brendel war von 1980 bis 1982 als Volontär und Szenenbildassistent im Fernsehen der DDR tätig. Zeitgleich absolvierte er ein Abendstudium der Malerei und Grafik an der Kunsthochschule Berlin. Im Anschluss studierte er von 1982 bis 1987 bei Günther Hornig an der Hochschule für Bildende Künste Dresden, wo er mit Else Gabriel, Rainer Görß und Via Lewandowsky die Performance-Gruppe „Auto-Perforations-Artisten“ gründete. Zwischen 1984 und 1987 gab Brendel in Dresden die unabhängige originalgrafische Künstlerzeitschrift „U.S.W.“ (Undsoweiter) heraus. Die in einer Auflage von 15 bis 25 Exemplaren illegal veröffentlichten Konzepthefte verstanden sich als Forum für überwiegend junge Kunstschaffende und hatten ihren Fokus auf der Dokumentation von künstlerischen Arbeitsprozessen, Performances, Projekten und Ausstellungen. 1987 zog Brendel wieder nach Berlin. Seit 2012 wohnt und arbeitet er im märkischen Hohendorf.

## Werk

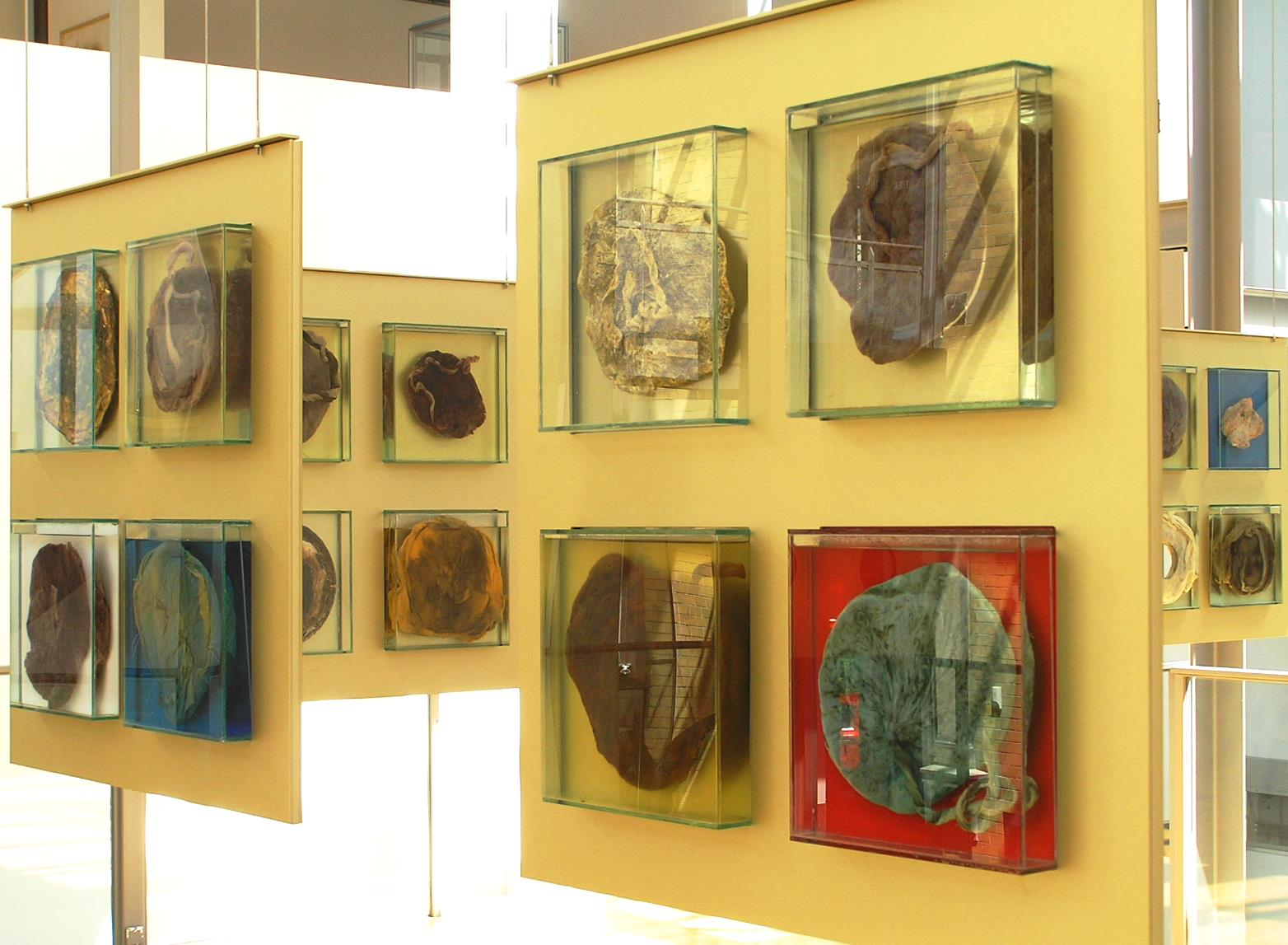
„Planeten und Placenten“ von Micha Brendel im Museum für Sepulkralkultur Kassel, 2006

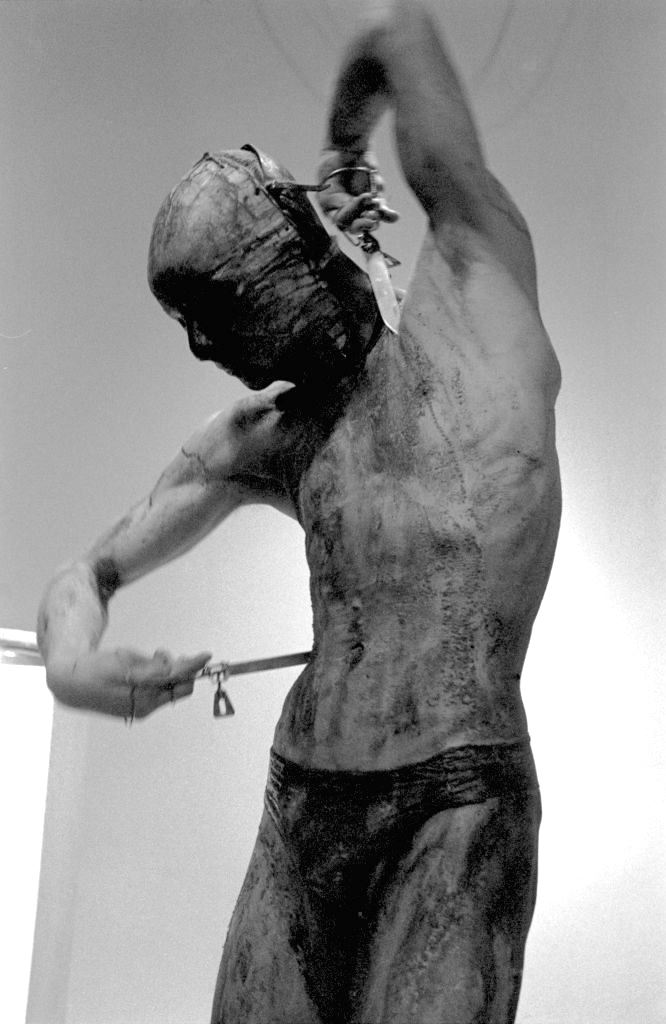
Micha Brendel bei seiner Performance „Der Mutterseelenalleinering“, 1989

Brendel arbeitet mit unterschiedlichen künstlerischen Techniken und Ausdrucksformen, die größtenteils auf genauer Kenntnis wissenschaftlicher Versuchsabläufe basieren. Seine Präparat-Objekte, Zeichnungen, Fotografien, Fotoübermalungen, Installationen, Bücher und Performances befinden sich auf der Schnittstelle von Anatomie, Plastik, Alchemie, Biologie, Medizin und Kunst. Er verwendet häufig organische Materialien wie Fleisch, Knochen, Haut, Innereien und Blut.
Ziel seiner oft provokativen, teils makaber anmutenden und an der Grenze zum Komisch-Grotesken liegenden Arbeiten ist es, Schnittstellen zwischen Organik und Psyche, Materie und Geist zu erproben. Dabei spielen die Auseinandersetzung mit historischen und zeitgenössischen Auffassungen von Welt und Körper sowie existenziellen Fragestellungen zu Leben und Tod und die damit verbundenen Ängste und Begierden eine Rolle.
In Brendels frühem Schaffen bilden vor allem Selbstdarstellung und Fotografie die Hauptstränge. Als Basis für seine Fotoserie „Lustschutz“ (1984–1988) dienen durch fotografische Techniken verzerrte Aufnahmen seines Gesichts und Körpers, die Brendel durch Hinzufügen von Blut, organischem Gewebe, Haar, Hirn und anderen undefinierbaren, meist schleimigen Substanzen, weiter verfremdet. Eine weitergehende Bearbeitung seiner fleischlichen Porträt- und Selbstbildnisse findet sich in Form der Fotoübermalung in Serien wie „Brendel samt Störtebeker“ (1989) und „Sitterstudien“ (1990), bei denen neben malerischen Techniken auch zerstörerische Eingriffe wie Beizen und Einkratzen oder Collagieren mit Haut zum Einsatz kommen.
Die Auseinandersetzung mit dem Thema des Körpers sowie der Gebrauch von hoch konnotiertem und symbolisch aufgeladenem Organmaterial stehen auch bei den Gruppenperformances der „Auto-Perforations-Artisten“ im Mittelpunkt. Deren auf Schock- und Ekeleffekte angelegte Methodik findet sich auch in seinen Solo-Performances („Der Mutterseelenalleinering“, 1989) wieder.
Ab 1990 beginnt Brendel, die organischen Materialien auch für plastische Arbeiten zu nutzen. Für seine Präparat-Objekte und „Organdepots“ ordnet und archiviert er Fundstücke, konserviert Fleisch, Blut, Knochen, Darmhäute, Tierkörper, ganze menschliche Organe sowie verschiedene Nass- und Trockenpräparate. Aus diesem sich ständig erweiternden Fundus schöpft er nicht nur das Material für plastische Gebilde, Bücher, Vitrinenarbeiten und Rauminstallationen, sondern auch für die experimentelle Weiterentwicklung seiner zeichnerischen Ausdrucksmittel. Im Objekt „Der Park für den letztlich Liegenden“ (1995) erfindet er sprachspielerisch neue Benennungen für Organe, die er, konserviert in Glasgefäßen, spiegelsymmetrisch zu Gefäßen mit Humus angeordnet hat. 2005 ordnet Brendel für „Planeten und Plazenten“ 40 unterschiedlich konservierte, gefärbte und geformte menschliche Plazenten in Schaukästen an.
Von Beginn an spielen in Brendels Werk immer wieder Sprache und Schrift eine große Rolle sowie das Medium Buch. Fest hält Brendel seine Ideen, Skizzen und Erfahrungen seit Mitte der 80er-Jahre in „Tagwerk-Büchern“. Als eigenständige Arbeiten entstanden ein mit eigenem Blut beschriebenes „Blutbuch“ (1990–1992) oder die aus Tierhäuten angelegte Arbeit „Des Großen Gelben Kaisers Klassiker der Tiere“ (1996).
Seit 2013 schafft er zunehmend Text- und Schriftarbeiten, in denen er Buchstaben, Zeichen, Kürzel und Bildtitel in neue Beziehungen zueinander bringt und mit unterschiedlichen Trägermaterialien, Schreibflüssigkeiten und Schreibwerkzeugen experimentiert.
Ziel seiner sogenannten „Verschriftungen“ ist das Erforschen und Beleben des Kosmos Schrift im digitalen Zeitalter. Eine Auswahl von Brendels rund 200 existierenden Schrift-Arbeiten wird seit 2021 als Wanderausstellung mit dem Titel „alpha*beten“ in unterschiedlichen Klöstern und Kirchen in Deutschland gezeigt.

## Stipendien und Preise (Auswahl)
- 1991: Arbeitsstipendium Stiftung Kunstfonds
- 1993: Projektstipendium Stiftung Kulturfonds
- 1994: Arbeitsstipendium des Berliner Senats
- 2013: Preisträger aquamediale 9
- 2020/21 Kulturförderung Landkreis Dahme-Spreewald

## Öffentliche Sammlungen (Auswahl)
- Berlin, Neue Nationalgalerie
- Berlin, Deutsches Historisches Museum
- Berlin, Berlinische Galerie
- Bremen, Studienzentrum für Künstlerpublikationen, Weserburg
- Cottbus, Brandenburgisches Landesmuseum für moderne Kunst
- Dresden, Kupferstichkabinett
- Dresden, Institut für Geschichte der Medizin der TU Dresden
- Dudelange, Luxemburg, Centre national de l’audiovisuel (CNA)
- Essen, Museum Folkwang
- Hagen, Karl Ernst Osthaus-Museum
- Jena, Kunstsammlungen im Stadtmuseum
- Kassel, Museum für Sepulkralkultur
- Leipzig, Stiftung Haus der Geschichte der Bundesrepublik Deutschland, Zeitgeschichtliches Forum
- Los Angeles, Getty Research Institute
- Marbach, Deutsches Literaturarchiv im Schiller-Nationalmuseum
- New York, Museum of Modern Art
- Nürnberg, Institut für moderne Kunst
- Paris, Bibliothèque Nationale
- Wien, Österreichisches Museum für angewandte Kunst / Gegenwartskunst (MAK)